# Huttendorf
Huttendorf je občina v departmaju Bas-Rhin francoske regije Alzacija.
Leta 1990 je v občini živelo 433 oseb oz. 98 oseb/km².